# Њу Маркет (Ајова)
Њу Маркет (енгл. New Market) град је у америчкој савезној држави Ајова. По попису становништва из 2010. у њему је живело 415 становника.

## Демографија
Према попису становништва из 2010. у граду је живело 415 становника, што је -41 (-9.0%) становника више него 2000. године.
| Група             | 2000.       | 2010.       |
| Белци             | 451 (98,9%) | 406 (97,8%) |
| Афроамериканци    | 0 (0,0%)    | 0 (0,0%)    |
| Азијати           | 2 (0,4%)    | 1 (0,2%)    |
| Хиспаноамериканци | 2 (0,4%)    | 1 (0,2%)    |
| Укупно            | 456         | 415         |